# Verneřice
Verneřice (in tedesco Wernstadt) è una città della Repubblica Ceca facente parte del distretto di Děčín, nella regione di Ústí nad Labem.